# Larribar-Sorhapuru
Larribar-Sorhapuru település Franciaországban, Pyrénées-Atlantiques megyében. Lakosainak száma 185 fő (2022. január 1.). Larribar-Sorhapuru Béhasque-Lapiste, Domezain-Berraute, Lohitzun-Oyhercq, Saint-Palais és Uhart-Mixe községekkel határos.

## Népesség
A település népességének változása:
| Lakosok száma | 194  | 192  | 190  | 188  | 186  | 183  | 181  | 183  | 185  |
|               | 2013 | 2015 | 2016 | 2017 | 2018 | 2019 | 2020 | 2021 | 2022 |